# Font del Primer de Maig
La Font del Primer de Maig és una font de Mataró (Maresme) protegida com a bé cultural d'interès local.

## Descripció
Font situada en una pineda que resta al barri dels Molins, al nord del centre de la vila. La font, molt senzilla, es troba en una petita plaça i el brollador surt d'un mur de contenció de poca alçada, fet de pedra. L'obra de la font és de maó. A ambdós cantons laterals del frontis de maó hi ha gravat sobre dues pedres l'any de la urbanització de la font, 1932, i el seu nom, "Font del Primer de Maig". Sobre el brollador hi ha l'escut de Catalunya, fet de terra cuita en forma de rombe.

## Història
L'aspecte actual de la font és igual que quan s'urbanitzà l'any 1932. És molt popular, i abans de la Guerra Civil, aplegava cada any quantitat de famílies obreres per la festa del primer de maig. Darrerament el seu valor polític simbòlic no s'ha perdut, sobre tot durant els primers anys de la transició democràtica, on se celebren diversos mítings sindicals